# Bienvenido a Mooseport
Bienvenido a Mooseport (título original: Welcome to Mooseport) es una comedia estadounidense de 2004 dirigida por Donald Petrie y protagonizada por Gene Hackman y Ray Romano. La historia gira en torno a un expresidente de Estados Unidos que se retira a un pequeño pueblo, Mooseport, y se ve envuelto inesperadamente en una campaña electoral local contra el dueño de una tienda local.
Es la última película interpretada por Gene Hackman antes de su fallecimiento en 2025.

## Sinopsis
Tras dejar la presidencia de los Estados Unidos, Monroe “Eagle” Cole se retira al tranquilo pueblo costero de Mooseport. Allí, planea disfrutar de una vida tranquila, pero las cosas se complican cuando decide presentarse para alcalde. Sin embargo, su oponente resulta ser el popular fontanero local, "Handy" Harrison, quien también es el novio de la veterinaria del pueblo. Lo que comienza como una campaña electoral sencilla se convierte en una competitiva carrera política personal.

## Reparto
- Gene Hackman : Monroe "Eagle" Cole
- Ray Romano: Harold "Handy" Harrison
- Maura Tierney: Sally Mannis
- Marcia Gay Harden: Grace Sutherland
- Fred Savage: Will Bullard
- Christine Baranski: Charlotte Cole
- Rip Torn: Bert Langdon